# Jerzy Hollak

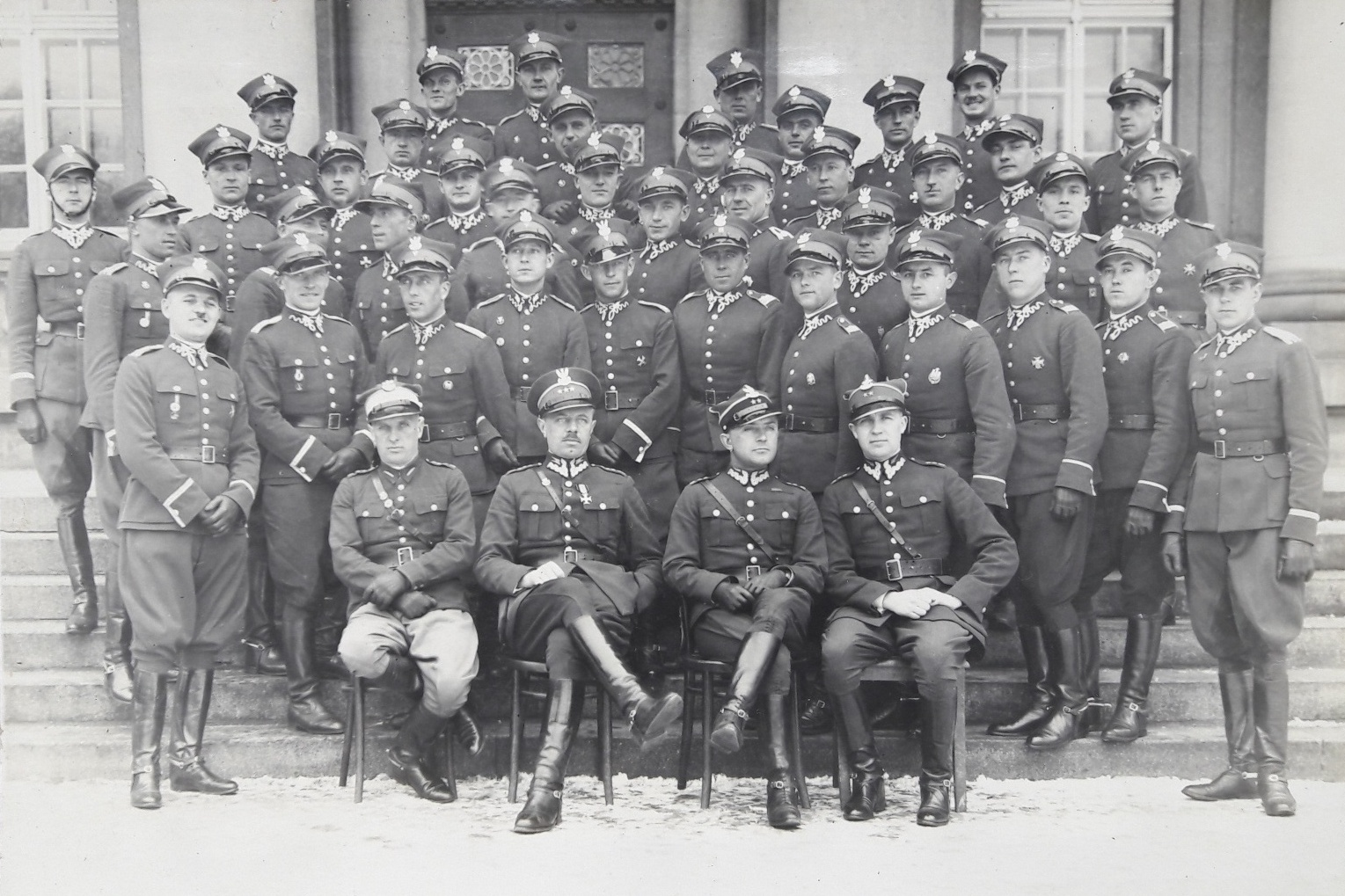
Szwadron szkolny w Szkole Podchorążych dla Podoficerów w Bydgoszczy w roku 1934. Siedzą – od lewej – rtm. Stefan Przeradzki (instruktor), rtm. Wacław Kryński (d-ca szwadronu), por. Stanisław Bazylczuk (instruktor), por. Jerzy Hollak (instruktor).

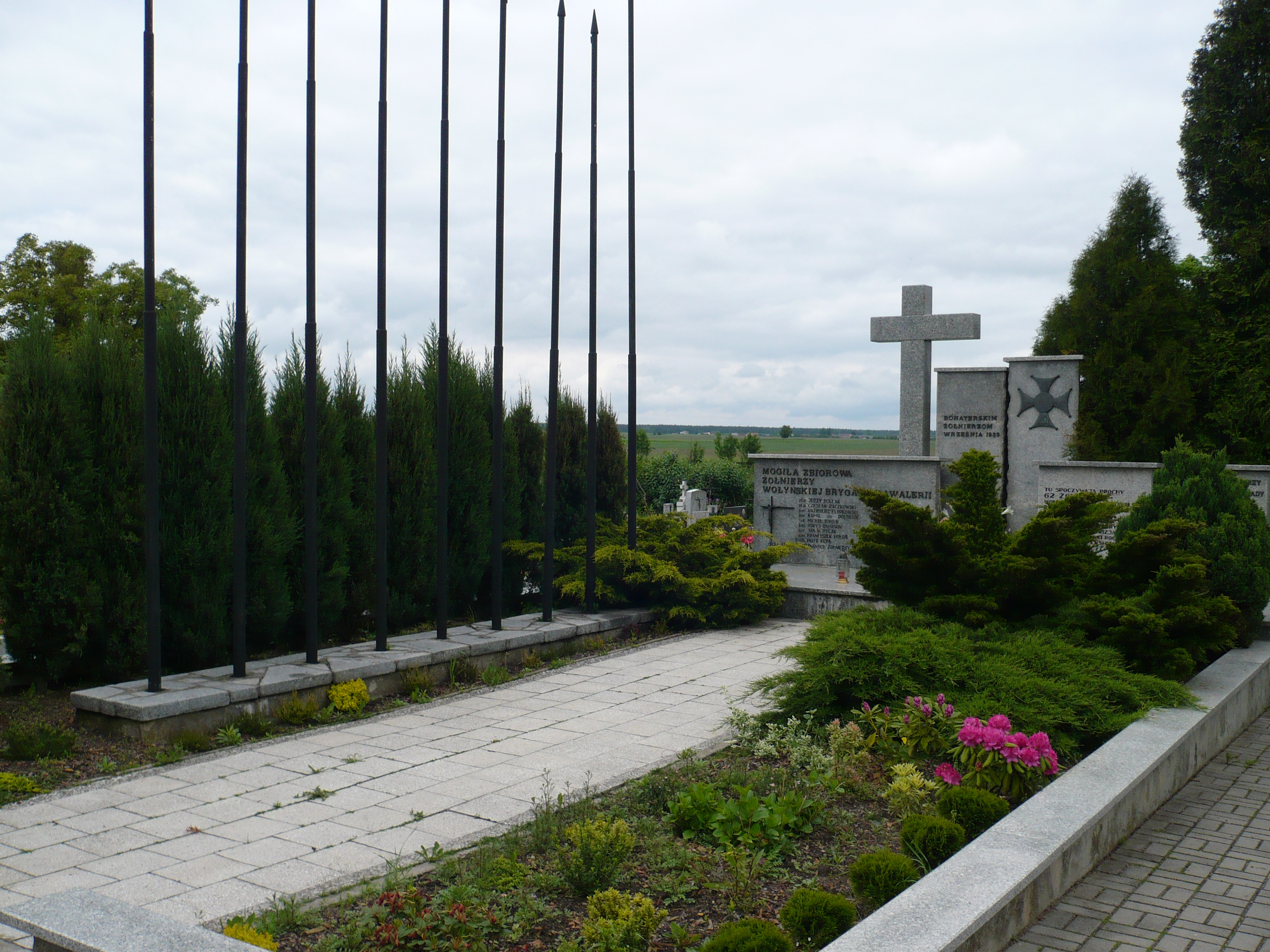
Zbiorowa mogiła polskich żołnierzy poległych 1–2 września 1939 r. w bitwie pod Mokrą w Miedźnie

Jerzy Stanisław Hollak (ur. 17 listopada 1903 w Puławach, zm. 1 września 1939 w bitwie pod Mokrą) – rotmistrz Wojska Polskiego.

## Życiorys
Syn Antoniego Hollaka (malarza) i Jadwigi (pedagog i dyrektorka Prywatnego Gimnazjum Żeńskiego w Puławach, jej ojciec Ksawery Pasiutewicz, znany lekarz, brał udział w powstaniu styczniowym). 
Był absolwentem Oficerskiej Szkoły Kawalerii w Grudziądzu. 27 lipca 1926 Prezydent RP mianował go podporucznikiem ze starszeństwem z dniem 15 sierpnia 1926 i 30. lokatą w korpusie oficerów kawalerii, a minister spraw wojskowych wcielił do 12 pułku ułanów w Białokrynicy. 15 sierpnia 1928 roku Prezydent RP mianował go porucznikiem ze starszeństwem z dniem 15 sierpnia 1928 roku i 31. lokatą w korpusie oficerów kawalerii. W 1934 został przeniesiony z 12 pułku ułanów do Szkoły Podchorążych dla Podoficerów w Bydgoszczy. Został instruktorem w szwadronie szkolnym. 27 czerwca 1935 roku został mianowany rotmistrzem ze starszeństwem z dniem 1 stycznia 1935 roku i 63. lokatą w korpusie oficerów kawalerii. 16 lutego 1936 zajął 5. miejsce (na 30 startujących) w konkursie hippicznym I stopnia 16 pułku ułanów. Następnie objął dowództwo 3 szwadronu 12 pułku ułanów. 
Dowódcy Wołyńskiej Brygady Kawalerii podporządkowano 12 pułk Ułanów Podolskich ze składu Kresowej Brygady Kawalerii, którego pokojowym garnizonem była Białokrynica k. Krzemieńca. Rtm Hollak wraz ze swym pułkiem i brygadą wszedł w skład Grupy Operacyjnej „Piotrków” w Armii „Łódź”. 31 sierpnia 1939 brygada zajęła pozycje obronne wzdłuż zachodniej linii lasów kłobuckich. 12 pułk ułanów pozostawał w odwodzie brygady. Pułk wziął udział w bitwie pod Mokrą. Dowódca 12 pułku ułanów płk Andrzej Kuczek, stacjonujący w gajówce u wylotu wsi Miedźno, rozkazał swoim szwadronom zorganizować obronę na skrajach lasu Grodzisko i na nasypie toru kolejowego, żeby w ten sposób zamknąć wyjście na wschód z Mokrej. 3 szwadron dowodzony przez rotmistrza Jerzego Hollaka został wysłany do obsadzenia zachodniego skraju wsi Mokra III, by ubezpieczać organizowanie obrony. Szwadron w szyku konnym podążał do wskazanego miejsca, mijając po drodze wycofujących się żołnierzy 21 pułku ułanów. Ułani Hollaka w gęstym dymie palących się zabudowań wsi Mokra III wpadli na nacierające czołgi niemieckie. „Powstało zamieszanie. Czołgi otworzyły ogień ze wszystkich karabinów maszynowych. Przewracały się konie i padali z siodeł na ziemię ułani. Rotmistrz Hollak dał znak do zmiany kierunku – na skraj lasu, na zachód od wsi, poprzez ziejące ogniem wozy Niemców. Niektórzy ułani starali się ciąć szablami głowy wychylonych z wież dowódców czołgów. Prowadzone w ostatnim plutonie działko przeciwpancerne otworzyło ogień, ale szybko rozjechały je „panzery”. Mimo morderczego ognia szwadronowi udało się oderwać i przeskoczyć galopem 500 metrów dzielące go od lasu. Tu oddział spieszył się (czyli pozostawił konie, by dalej walczyć pieszo), zajmując stanowiska obronne”. Starcie ułanów 3 szwadronu tak opisuje historyk Robert Och - „W pewnym momencie szwadron Hollaka staje oko w oko z niemieckimi czołgami. Obydwie strony wydają się być tym zaskoczone. Wszystko przez duże zadymienie. Odległość między nimi jest zbyt mała na użycie dział. Jako pierwsi zareagowali hitlerowcy. Otworzyli ogień z karabinów zamontowanych w czołgach. Ułani mieli tylko jedną szansę na ratunek i kontynuowanie nierównej walki: musieli przedrzeć się do lasu. Na drodze stały jednak czołg. Ułani – mimo dużych strat – z szablami w ręku ruszyli w kierunku Niemców. Nie było to jednak do końca tak, jak w filmie Wajdy „Lotna”. Ułani nie atakowali czołgów szablami. Atakowali żołnierzy, którzy obsługiwali karabiny na czołgach. Trzeba pamiętać, że to nie były znane Tygrysy, ale jedne z pierwszych modeli czołgów, których strzelcy nie byli chronieni pancerzem. I to na nich skupił się atak polskich żołnierzy”. Natarcie czołgów powstrzymały działa 2 baterii 2 dywizjonu artylerii konnej, ułani 21 pułku i szwadron Hollaka. Około godz 10 Niemcy zintensyfikowali ogień artylerii, szczególnie na pozycje 3 szwadronu 12 pułku ułanów. Rtm. Hollak podjął decyzje o zmianie stanowisk i zajął linię zabudowań przysiółka Mokra II. Szwadron utrzymał się tam do wieczora walcząc z czołgami.   
W trakcie bitwy Hollak został ranny w obie nogi, jednak kontynuował walkę. Do wieczora oddział rtm Hollaka bronił się w zabudowaniach Mokrej II. Niemcy dwukrotnie wysyłali parlamentariuszy z propozycją poddania się. W nocy ułani podjęli próbę przedostania się wraz z rannym rotmistrzem Hollakiem w kierunku pozycji brygady, niestety natknęli się na niemiecką placówkę piechoty. W wyniku krótkiej wymiany strzałów rtm. Hollak został zabity. Hollaka pochowano w Izbiskach. Naoczny świadek tak opisuje walkę oddziału rtm. Hollaka we wsi Mokra II – Czołgi otaczają wieś. Ułani bronią się zaciekle w płonącej wsi ponosząc olbrzymie straty. Chcąc ratować przynajmniej konie, rtm. Hollak odsyła je tabunem z kilkoma ułanami pod dowództwem swojego luzaka. Niemcy proponują dwukrotnie poddanie przez parlamentariuszy. Rtm. Holak daje im nieparlamentarną odpowiedź. W ciągu dalszej walki zostaje ciężko ranny. Podjazd osaczony ze wszystkich stron i odcięty od pułku broni się samodzielnie do zmroku. Garstka zdrowych i rannych, opasana taśmami ckm, pobandażowana, niosąc na plecach ciężkie karabiny maszynowe stara się przebić do pułku. Ułani prowadzą ze sobą pokaleczonego konia, na którym wiozą dogorywającego rotmistrza Hollaka. Napotkany czołg niemiecki oddaje serię z ckm prosto w piersi bohaterskiego oficera.Przez całą wojnę o grobie pamiętali mieszkańcy Izbisk. Miejsce spoczynku Hollaka otoczyli płotkiem, palili tam znicze. Po wojnie jego zwłoki ekshumowano i przeniesiono do wspólnej mogiły żołnierzy Wołyńskiej BK w Miedźnie. Uroczysty pogrzeb ekshumowanych z terenu walk pod Mokrą żołnierzy odbył się w dniu 13 maja 1945 r. 
Incydent starcia konnych ułanów szwadronu Hollaka z czołgami jak również szarża pod Krojantami posłużył Niemcom oraz propagandzie PRL do stworzenia legendy i propagandowych relacji o szarżach polskiej kawalerii na czołgi. Ułani 3 szwadronu 12 pułku, którzy co prawda w zamieszaniu próbowali dosięgnąć szablami wychylonych z wież żołnierzy niemieckich, jednak szybko oderwali się od przeciwnika, spieszyli i obsadzili skraj lasu. Akcję ułanów opisał także Wojciech Żukrowski w „Lotnej”, ale jako szturm ułanów na niemieckie tabory. „Szarżę” ułanów opisują również źródła niemieckie, np. czołgista Rebig.

## Ordery i odznaczenia
- Krzyż Srebrny Orderu Virtuti Militari[24] nr 11860[25]
- Srebrny Krzyż Zasługi - „za zasługi w służbie wojskowej”[26][13]
- Państwowa Odznaka Sportowa[27]

## Upamiętnienie
- Rolnik Antoni Szymocha w dole powstałym po wydobyciu z ziemi zabitego ułana posadził dąb. Nazwał go dębem Hollaka. Drzewo rośnie do dziś[4].
- W miejscu gdzie rtm. Hollak został zabity postawiono pomnik[28][29].
- Hufiec ZHP Miedźno-Popów otrzymał w 1988 imię rotmistrza Jerzego Hollaka.